# Sharaf al-Dīn al-Tūsī
Ne doit pas être confondu avec Nasir al-Din al-Tusi.
Sharaf al-Dīn al-Muẓaffar ibn Muḥammad ibn al-Muẓaffar al-Ṭūsī, né à Tous, en Perse, vers 1135 et mort vers  1213, est un mathématicien perse.

## Biographie
Al-Tūsī est probablement né à Tous, en Perse. Peu de choses sont connues sur sa vie, à part ce qui est présent dans les biographies d'autres scientifiques.
Vers 1165, il part pour Damas et y enseigne les mathématiques. Il vit ensuite à Alep durant trois ans, avant de partir à Mossoul, où il rencontre son disciple le plus connu, Kamāl al-Dīn ibn Yūnus (1156-1242). Ce dernier deviendra plus tard le professeur d'un autre mathématicien célèbre de Tous, Nasir al-Din al-Tusi.
Selon Ibn Abi Usaybi'a, Sharaf al-Din est « remarquable en géométrie et en sciences mathématiques, n'ayant aucun égal à son époque. »,.

## Œuvre
Son traité  Les Équations sur les équations cubiques a inauguré les débuts de la géométrie algébrique. Il se situe dans la lignée d'Omar Khayyam, poète et mathématicien du siècle précédent mais il en développe la théorie bien au-delà de son prédécesseur.
Contrairement à Omar Khayyam, il ne classe pas les équations cubiques selon le nombre et le signe des coefficients mais selon le nombre de racines positives. Les racines sont exhibées comme abscisses de points d'intersection de deux portions de paraboles et l'existence de celles-ci est discutée en faisant appel à des notions de convexité, d'intérieurs et d'extérieurs. Il détermine des valeurs approchées des solutions à l'aide de la méthode de Ruffini-Horner, qui avant lui, n'était utilisée que pour l'extraction d'une racine d'un nombre.
Il étudie également les cas où l'équation n'admet pas de solution positive. À cette occasion, il formule le concept de maximum d'une fonction (al-'adad al-a'zam). Pour déterminer la valeur de x où la fonction atteint son maximum, il est amené à résoudre une équation qui n'est autre que, avec les notations contemporaines, f '(x)=0. Si l'usage de l'expression de f '(x) est indéniable, la démarche d'al-Tusi pour parvenir à elle n'est pas explicitée. Roshdi Rashed émet l'hypothèse que cela aurait pu naitre de la transformation g(h) =f(a+h), pour laquelle la méthode de Ruffini-Horner est utile et de la remarque que si  f possède un extremum en a, le polynôme g  ne possède pas de terme en h . Or le coefficient du terme en h se révèle être f '(a).
Al-Tusi eut pour élève le polymathe Kamāl al-Dīn ibn Yūnus dont on a cependant aucune trace de travaux en algèbre. On n'a en outre aucune trace que ses travaux aient été repris après sa mort  et on ne détermine plus aucun progrès sur les équations cubiques jusqu'à l'expression algébrique des solutions faites au XVe siècle en Italie.
Al-Tusi est également l'inventeur d'un astrolabe linéaire, simple à construire mais d'usage peu pratique et qui n'a pas eu de succès,.

## Hommages
- (7058) Al-Tusi, astéroïde nommé en son honneur[16].

## Référence
1. 1 2 3  Hogendijk 2008, p. 2002.
2. ↑  (en) Julian A.Smith, « Astrolabe », dans Helaine Selin, Encyclopaedia of the History of Science, Technologie, and Medecine in Non-Western Cultures, Springer-Verlag, 1997, p. 75., « Arabic astrolabists […] Islamic scientists […] This was invented by Iranian mathematician Sharaf al-Din al-Tusi (d. ca. 1213), and was known as "Al-Tusi's cane" ».
3. 1 2  (en) John J. O'Connor et Edmund F. Robertson, « Sharaf al-Din al-Muzaffar al-Tusi », sur MacTutor, université de St Andrews..
4. 1 2  Berggren 2008.
5. ↑  Mentionné dans la biographie de l'architecte et médecin de Damas Abu al-Fadhl al-Harithi (mort en 1202-3).
6. ↑  Roshdi Rashed, The Development Of Arabic Mathematics Between Arithmetic And Algebra Springer Netherlands, Boston Studies in the Philosophy of Sciences, volume 126, Springer Sciences Business Media, 1994, pp.102-3)
7. 1 2  Rashed 1997, p. 47.
8. 1 2  Rashed 1997, p. 46.
9. 1 2  Rashed 1997, p. 48.
10. ↑  Berggren 1990, p. 307–8.
11. ↑  Rashed 1997, p. 51-52.
12. ↑  Rashed 1997, p. 50.
13. ↑  Rashed 1997, p. 53.
14. ↑  Rashed 1997, p. 54.
15. 1 2  Hogendijk 2008, p. 2003.
16. ↑  (en) « (7058) Al-Tusi = 1990 SN1 », sur le site du Centre des planètes mineures (consulté le 17 juin 2019)